# Demjata
Demjata és un poble i municipi d'Eslovàquia. Es troba a la regió de Prešov, al nord del país. La primera referència escrita de la vila data del 1330.

## Demografia
| Godina             | 1994 | 2004   | 2014   | 2024   |
| ------------------ | ---- | ------ | ------ | ------ |
| Nombre de persones | 987  | 1072   | 1076   | 1086   |
| Diferència         |      | +8,61% | +0,37% | +0,92% |

| Godina             | 2023 | 2024   |
| ------------------ | ---- | ------ |
| Nombre de persones | 1082 | 1086   |
| Diferència         |      | +0,36% |